# 나비바위틈새
나비바위틈새(sphenopetrosal fissure; sphenopetrosal suture, 나비바위봉합), 또는 접추체열은 나비뼈와 관자뼈의 바위부분 사이의 머리봉합이다.
나비바위틈새는 중간머리우묵에 있다. 안쪽에서는 나비바위틈새가 벌어지면서 파열구멍을 형성한다.

## 참고 문헌
이 문서는 현재 퍼블릭 도메인에 속하는 그레이 해부학 제20판(1918) page 190의 내용을 기초로 작성된 글이 포함되어 있습니다.
1. ↑  “나비바위틈새”. 《우리말샘》. 2022년 3월 18일에 확인함.